# Vipp
Dans le domaine des ponts, voir : pont vipp
 (avril 2023).
Les informations dans cet article sont mal organisées, redondantes, ou il existe des sections bien trop longues. Structurez-le ou soumettez des propositions en page de discussion.
Avec le temps, il arrive que le contenu présent dans un article devienne désordonné. Il est souvent nécessaire de réorganiser l'article de fond en comble.
- Il faut tout d’abord répartir le contenu de l'article en plusieurs sections. Les informations doivent ensuite être exposées clairement et le plus synthétiquement possible, regroupées par sujet afin d'éviter les doublons. Quelqu'un cherchant une information précise doit pouvoir la trouver rapidement en lisant la section appropriée.
- À l'intérieur de chaque section, le texte, souvent initialement sous la forme de phrases éparses, doit être regroupé dans des paragraphes de quelques lignes, en assurant un enchaînement logique et une cohérence entre les phrases.
- Lorsque l'article ou l'une de ses sections développe trop longuement un point qui n'est pas dans le cœur du sujet traité, il convient de faire une synthèse et de transférer l'ancien contenu dans des articles plus appropriés (en cas de transfert, il faut impérativement respecter la procédure Aide:Scission).

Si vous pensez que ces points ont été résolus, vous pouvez retirer ce bandeau et améliorer le plan d'un autre article.

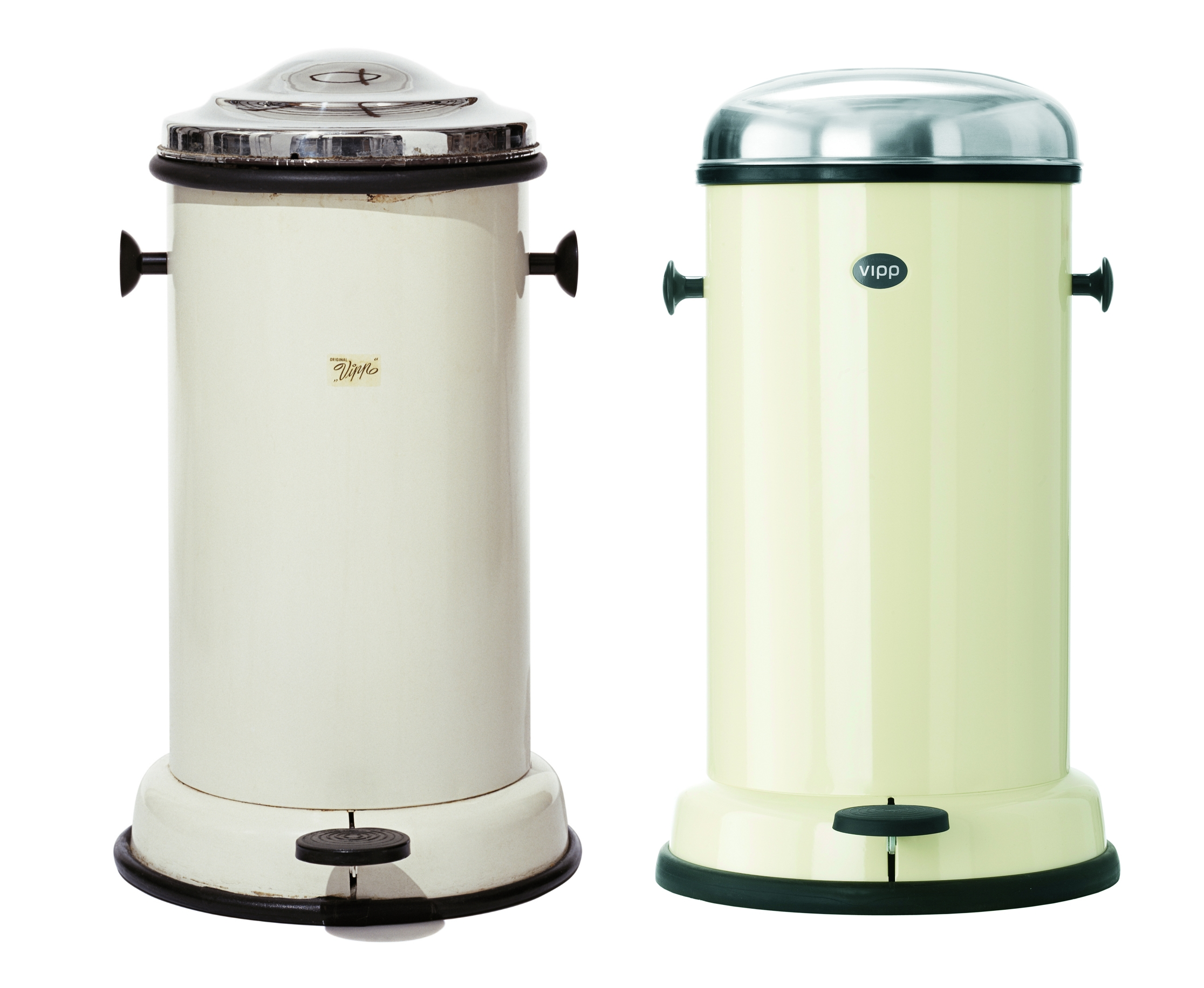
Deux modèles de poubelles Vipp

Vipp est une société danoise fabriquant des accessoires d'intérieur (cuisine et salle de bains).
Elle est surtout connue pour la « poubelle Vipp », du mot danois signifiant « basculer », son produit historique, créé en 1939. Cette poubelle à pédale est aujourd'hui considérée comme l’une des pièces majeures du design scandinave[réf. nécessaire].

## Histoire
En 1939, l'artisan danois Holger Nielsen conçoit une poubelle à pédale pour le salon de coiffure de sa femme Marie. Il imagine cette poubelle au design particulier : un large socle pour en assurer la stabilité, deux poignées pour la déplacer facilement et un couvercle qui se referme lentement grâce à un système d'amortisseur. Il lui donne le nom de « Vipp », qui signifie en danois « basculer », mouvement que fait le couvercle lorsque l'on actionne la pédale.
Certaines des clientes de sa femme Marie, épouses de médecins et de dentistes locaux, en commandent auprès de Holger pour équiper les cabinets de leurs maris. Peu à peu, la Vipp équipe les cabinets médicaux, les cliniques et les hôpitaux danois.
En 1992, lorsque Holger Nielsen décède, sa fille Jette Egelund décide de reprendre l'affaire. À cette époque, la poubelle à pédale est presque exclusivement vendue sur le marché industriel et professionnel, mais Jette voit un potentiel dans un marché totalement nouveau ; elle croit que la poubelle peut être vendue comme accessoire de mode. Elle contacte donc plusieurs détaillants en mobilier. Elle rencontre notamment Sir Terence Conran, qui s'apprête à ouvrir son premier Conran Shop à Londres. Celui-ci, dans un premier temps perplexe, passe finalement commande. D’autres enseignes d’objets de design en Europe commencent alors à s’intéresser à la Vipp.
Aujourd'hui, l’entreprise Vipp est toujours détenue par Jette et ses deux enfants, Kasper et Sophie, et continue à fabriquer au Danemark la poubelle.
La poubelle Vipp a, quant à elle, obtenu son statut d'icône du design danois, faisant partie d'une exposition au Danish Design Center aux côtés des chaises d'Arne Jacobsen et des équipements hi-fi Bang & Olufsen.
En 2005, trente artistes français décorent et détournent la poubelle au profit de Handicap International. Parmi eux, Christian Lacroix, Philippe Starck, Ora-ïto, Chantal Thomass et Agnès b.
En 2010, un exemplaire de la poubelle entre dans la collection permanente du Museum of Modern Art de New York.

## Aspect de la poubelle Vipp
La poubelle Vipp originale est constituée d'un corps cylindrique en acier de couleur crème, seul pot de peinture restant dans l'atelier de Nielsen, d'un couvercle chromé, d'une pédale recouverte de caoutchouc et de deux courtes poignées en bakélite.
Dans les années 1940, son créateur décide de remplacer le couvercle chromé par un couvercle en acier inoxydable, de forme lisse et bombée.

## Résultats
En 2005, l'entreprise atteint un chiffre d'affaires de 26 millions de couronnes danoises, soit une augmentation de 33% par rapport à l'année précédente.